# John-Henry Krueger
John-Henry Krueger (ur. 27 marca 1995 w Pittsburghu) – amerykański łyżwiarz szybki specjalizujący się w short tracku, reprezentujący Stany Zjednoczone i Węgry. Dwukrotny medalista olimpijski.
Rozpoczął jazdę na łyżwach w 2000, w wieku 5 lat. Wycofał się z amerykańskich eliminacji na igrzyska w Soczi w 2014 z powodu zachorowania na świńską grypę. Jako reprezentant Stanów Zjednoczonych wziął udział w igrzyskach w Pjongczangu, na których zdobył srebrny medal.
Dwa miesiące po igrzyskach w Pjongczangu ogłosił zmianę reprezentacji na Węgry. Głównym powodem zmiany barw były powody finansowe i lepsze wsparcie sportowców na Węgrzech. Krueger już od lat był także w konflikcie z amerykańską federacją łyżwiarską.
W Pekinie w 2022 zdobył dla Węgier brązowy medal.

## Wyniki
- igrzyska olimpijskie
  - Pjongczang 2018:
    - 1000 m –  miejsce
    - 1500 m – 19. miejsce
    - sztafeta 5000 m

  - Pekin 2022:
    - sztafeta mieszana –  miejsce
- mistrzostwa świata
  - Moskwa 2015
    - 500 m - 17. miejsce
    - 1000 m - dyskwalifikacja
    - 1500 m - 10. miejsce
    - sztafeta - 8. miejsce
    - wielobój - 22. miejsce

  - Seul 2016
    - 500 m - 17. miejsce
    - 1000 m - 7. miejsce
    - 1500 m - 10. miejsce
    - sztafeta - 7. miejsce
    - wielobój - 13. miejsce

  - Rotterdam 2017
    - 500 m - 15. miejsce
    - 1000 m - 54. miejsce
    - 1500 m - 55. miejsce
    - sztafeta - 7. miejsce
    - wielobój - 44. miejsce